# Линейчатая ящурка
Лине́йчатая я́щурка (лат. Eremias lineolata) — вид ящериц из рода ящурок.

## Внешний вид
Очень мелкая ящерица с длиной тела до 5,5 см и весом до 3 г. Межчелюстной щиток касается нижнего носового. В передней части лобного щитка хорошо выраженный желобок. Подглазничный щиток касается края рта. Верхнехвостовые чешуйки ребристые, крупные. Бедренные поры доходят до коленного сгиба. Верх песочно-серый. Вдоль спины 4 или 6 бурых полосок, сливающихся попарно на хвосте. По бокам выражены более широкие полосы бурого цвета. Голова сверху в мелких тёмных пятнышках или без них. Ноги сверху в округлых пятнах. Низ белый, у молодых с жёлтым налётом.

## Образ жизни
Обитает в песчаных пустынях. Убежищами служат различные норки. Активна днём. Бегает очень быстро. Ночью зарывается в песок. После зимовки появляется в феврале — апреле. На зимовку уходит в сентябре—октябре. В кладке 1—5 яиц длиной 1—1,3 см. Питается жуками, саранчовыми и муравьями.

## Распространение
Обитает в Средней Азии в Туркменистане, Узбекистане, южном и юго-западном Таджикистане, южном Казахстане (Прибалхашье), северо-восточном Иране и северном Афганистане.